# Phumelela Local Municipality
Phumelela (englisch Phumelela Local Municipality) ist eine Lokalgemeinde im Distrikt Thabo Mofutsanyana, Provinz Freistaat, Südafrika. Der Verwaltungssitz befindet sich in Vrede. John Tlokotsi Motaung ist der Bürgermeister.
Der Gemeindename leitet sich vom isiZulu-Wort für „erfolgreich sein“ ab.

## Städte und Orte
- Memel
- Thembalihle
- Vrede
- Warden
- Zamani
- Zenzeleni

## Bevölkerung
Im Jahr 2011 hatte die Gemeinde 47.772 Einwohner in 12.888 Haushalten auf einer Gesamtfläche von 8183,49 km². Davon waren 91,6 % schwarz und 7,3 % weiß. Erstsprache war zu 55,2 % isiZulu, zu 32 % Sesotho, zu 7,4 % Afrikaans und zu 1,2 % Englisch.